# Gabriela Leite
Gabriela Silva Leite (São Paulo, 22 de abril de 1951 — Rio de Janeiro, 10 de outubro de 2013) foi uma prostituta e ativista brasileira.

## Biografia
Oriunda de uma família de classe média, filha de uma dona de casa conservadora e de um crupiê. No final da década de 1970, cursava Filosofia na Universidade de São Paulo, trabalhava num escritório e frequentava círculos da boêmia intelectual paulistana. Em busca de sua "revolução pessoal", largou tudo e foi trabalhar com prostituição.
Foi prostituta da Boca do Lixo em São Paulo, da zona boêmia em Belo Horizonte, e da Vila Mimosa no Rio de Janeiro. Estudou Ciências Sociais na Universidade de São Paulo, mas não chegou a concluir, começou a cursar em 1969. 
Em 2009, lançou um livro intitulado Filha, mãe, avó e puta, pela editora Objetiva, em que conta sua história e trajetória na prostituição. Morreu no Rio de Janeiro, aos 62 anos, vítima de câncer.

## Ativismo
Fundou a ONG Davida, que defende os direitos das prostitutas, a regulamentação da profissão e é contra a ideia de vitimização, de tratar a prostituição apenas como falta de opção para mulheres em situação de pobreza.
Em 1979, organizou a primeira manifestação de prostitutas do Brasil, contra a violência policial. Em 1987 participou da organização do Primeiro Encontro Nacional de Prostitutas, junto com Lourdes Barreto, e, desde então, passou a militar na defesa da categoria e regulamentação da profissão. Em 2010 chegou a ser candidata a deputada federal pelo PV, com o slogan "uma puta deputada", mas não se elegeu.
Foi também a idealizadora da grife Daspu, desenvolvida por prostitutas, e cujo nome é uma provocação à Daslu, a maior loja de artigos de luxo do Brasil, pertencente à empresária Eliana Tranchesi.
Gabriela Leite ocupou um papel central na organização do combate à epidemia de AIDS no Brasil. No fim da década de 1980, foi convidada a participar do programa nacional de prevenção ao HIV PREVINA, com ênfase em prostitutas, usuários de drogas e prostitutas. Dois anos após o Primeiro Encontro Nacional de Prostitutas, organizou um segundo encontro nacional voltado à "AIDS e Prostituição".

## Legado
Rejeitava o termo “ex-prostituta” em suas apresentações. Isso encontrava razão pelo fato de que Gabriela estava muito ativa no movimento de defesa dos direitos das prostitutas, tendo fundando, inclusive, uma ONG em 1992, a Davida. Uma das principais conquistas que presenciou foi a inclusão, em 2002, da ocupação “trabalhador do sexo” na Classificação Brasileira das Ocupações (CBO), permitindo que prostitutas possam se registrar no Instituto Nacional do Seguro Social (INSS) como autônomas e garantir uma aposentadoria futura.
Em 2014, sua neta, a jornalista Tatiany Leite, começou a produzir o documentário Filhas de Gabriela, junto com o jornalista Cléverton Santana e a Maquinna Produtora. O longa, irá contar com entrevistas de amigos, prostitutas, militantes, da cartunista Laerte Coutinho e do deputado Jean Wyllys, do PSOL-RJ.
O deputado federal Jean Wyllys apresentou, em 2012, o projeto de Lei Gabriela Leite, visando à regulamentação da profissão de prostituta e à garantia dos direitos trabalhistas dessa categoria. A Olimpíada do Rio de Janeiro trouxe à tona um debate sobre esse projeto, que enfrentou resistência no Congresso Nacional, predominantemente conservador.